# Lieja-Bastoña-Lieja 1992
La Lieja-Bastoña-Lieja 1992 fue la 78.ª edición de la clásica ciclista. La carrera se disputó el 19 de abril de 1992, sobre un recorrido de 262 km, y era la cuarta prueba de la Copa del Mundo de Ciclismo de 1992. El belga Dirk de Wolf (Gatorade-Chateau d'Ax) fue el ganador en solitario imponiéndose por medio minuto de diferencia al holandés Steven Rooks (Buckler-Colnago-Decca) y el francés Jean-François Bernard (Banesto).

## Clasificación final
| Posición | Ciclista              | Equipo        | Tiempo   |
| -------- | --------------------- | ------------- | -------- |
| 1        | Dirk De Wolf          | Gatorade      | 7h18'06" |
| 2        | Steven Rooks          | Buckler       | a 30"    |
| 3        | Jean-François Bernard | Banesto       | s.t.     |
| 4        | Davide Cassani        | Ariostea      | a 1'35"  |
| 5        | Tony Rominger         | CLAS-Cajastur | a 2'00"  |
| 6        | Gérard Rué            | Castorama     | s.t.     |
| 7        | Gert-Jan Theunisse    | TVM-Sanyo     | s.t.     |
| 8        | Giorgio Furlan        | Ariostea      | s.t.     |
| 9        | Robert Millar         | TVM-Sanyo     | a 2'07"  |
| 10       | Edwig Van Hooydonck   | Buckler       | a 2'12"  |